# Yūvālār
Yūvālār (persiska: یووالار) är en ort i Iran.   Den ligger i provinsen Västazarbaijan, i den nordvästra delen av landet, 600 km väster om huvudstaden Teheran. Yūvālār ligger 1 278 meter över havet och antalet invånare är 622. Den ligger vid sjön Lake Urmia.
Terrängen runt Yūvālār är platt åt sydost, men åt nordväst är den kuperad.  Trakten runt Yūvālār är nära nog obefolkad, med mindre än två invånare per kvadratkilometer. Närmaste större samhälle är Urmia, 15,8 km väster om Yūvālār. 